# Vete y vive
Vete y vive, título original en francés Va, vis et deviens, es una película francesa dirigida por Radu Mihaileanu en 2005.
El director Radu Mihaileanu (El tren de la vida) quería reflejar el drama de miles de personas ante una de las diásporas más dramáticas del siglo XX. El humor y el drama se conjugan creando un equilibrio que interpretan a la perfección Yael Abecassis (La herencia), Roschdy Zem (Mi pequeño negocio), Moshe Agazai, Mosche Abebe y Sirak M. Sabahat.

## Sinopsis
En 1984, Estados Unidos e Israel organizaron la "Operación Moisés", un proyecto en el que se conducía a la comunidad etíope judía (falashas) hacia el país semita. Parten desde un campamento en Sudán al que han llegado refugiados africanos de más de veinte países. Entre ellos, se encuentra una madre cristiana que con la ayuda de una mujer judía que acaba de enterrar a su hijo, convence a su hijo para que diga que es judío y así poder escapar de una muerte segura sin alimento, sin bebida y sin protección alguna por parte de los gobiernos. El niño llega a la Tierra Prometida donde -tras la muerte de su segunda madre que llegó muy enferma- es acogido por una familia francesa-sefardí de Tel-Aviv; allí debe ocultar su verdadera identidad, que es un simple niño negro, hasta convertirse en un judío más. Cerca de 8.000 etíopes cruzaron la frontera con Sudán para ser evacuados por los ejércitos americano e israelí. La mitad de ellos murieron de hambre, agotamiento o asesinados y evolizados.